# UFC 145
UFC 145: Jones vs. Evans fue un evento de artes marciales mixtas celebrado por Ultimate Fighting Championship el 21 de abril de 2012 en el Philips Arena, en Atlanta, Georgia.

## Historia
El evento estelar contó con un combate por el campeonato de peso semipesado entre el campeón Jon Jones y Rashad Evans. Jones y Evans fueron compañeros del gimnasio Jackson's MMA, bajo la tutela del entrenador Greg Jackson. Evans fue uno de los boxeadores más exitosos de Jackson, y fue un miembro clave de su campo de entrenamiento.
En UFC 128, Evans esperaba enfrentarse contra el entonces campeón Maurício Rua por el título. Sin embargo, una lesión en la rodilla de Evans le dejó fuera del evento. Necesitando un rival para Rua en UFC 128, el UFC ofreció a Jones para la pela. Jones aceptó, con la bendición de Evans. Poco después, Jones declaró en una entrevista con el periodista de MMA Ariel Helwani si estaría dispuesto a luchar con Evans preguntó si la UFC. Evans se sintió traicionado por su compañero de equipo y amigo, comenzando una pelea que obligó a Evans dejar Jackson's MMA. Evans se unió al campamento Imperial Athletics en Florida.
UFC Primetime regresó a promover el evento principal.

## Resultados
1. ↑  Por el Campeonato de Peso Semipesado de UFC.

## Premios extra
Cada peleador recibió un bono de $65,000.
- Pelea de la Noche: Mark Hominick vs. Eddie Yagin
- KO de la Noche: Ben Rothwell
- Sumisión de la Noche: Travis Browne